# Palais Stürgkh

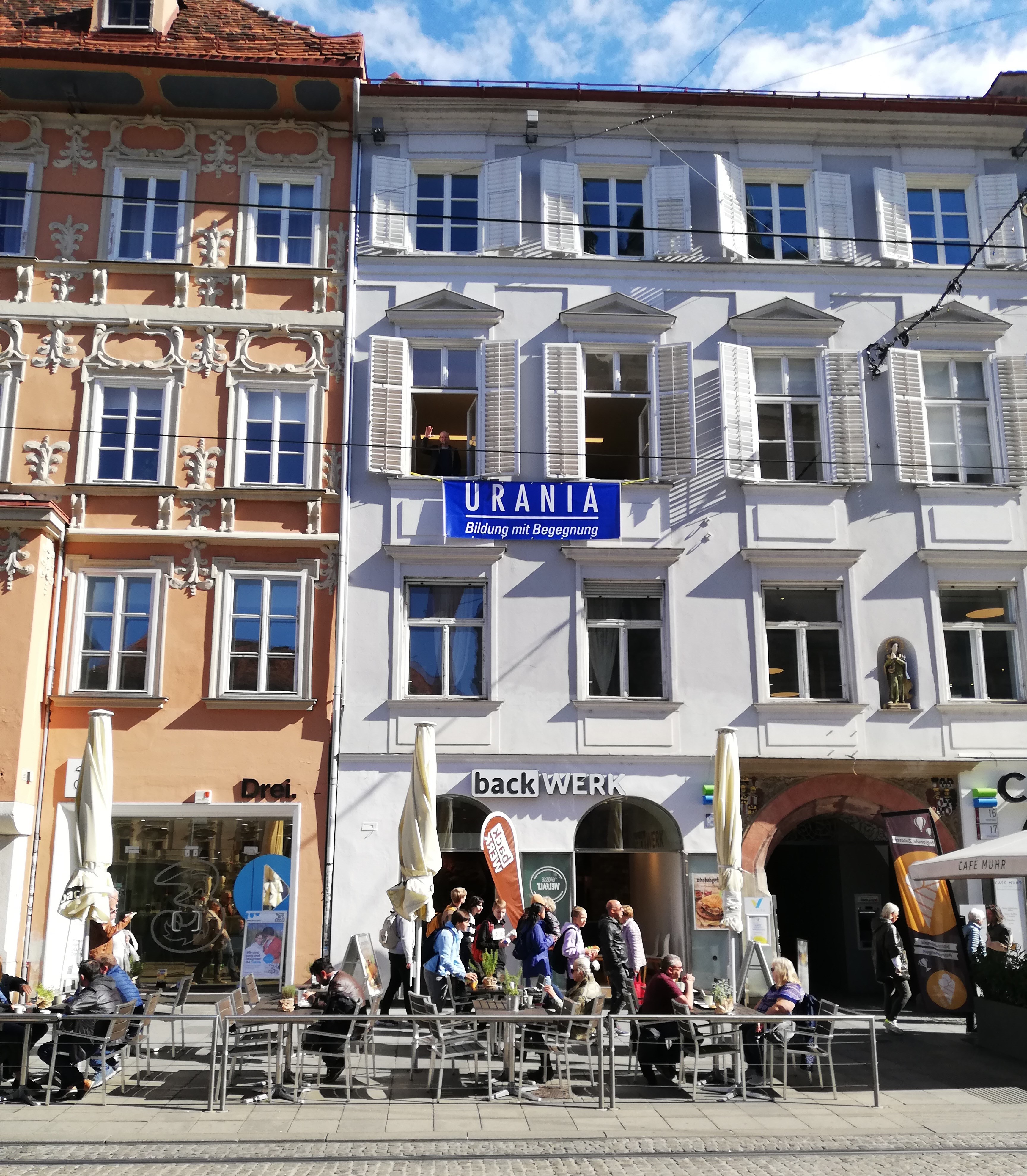
Palais Stürgkh und das damit baulich verbundene Haus Hauptplatz 16, September 2022

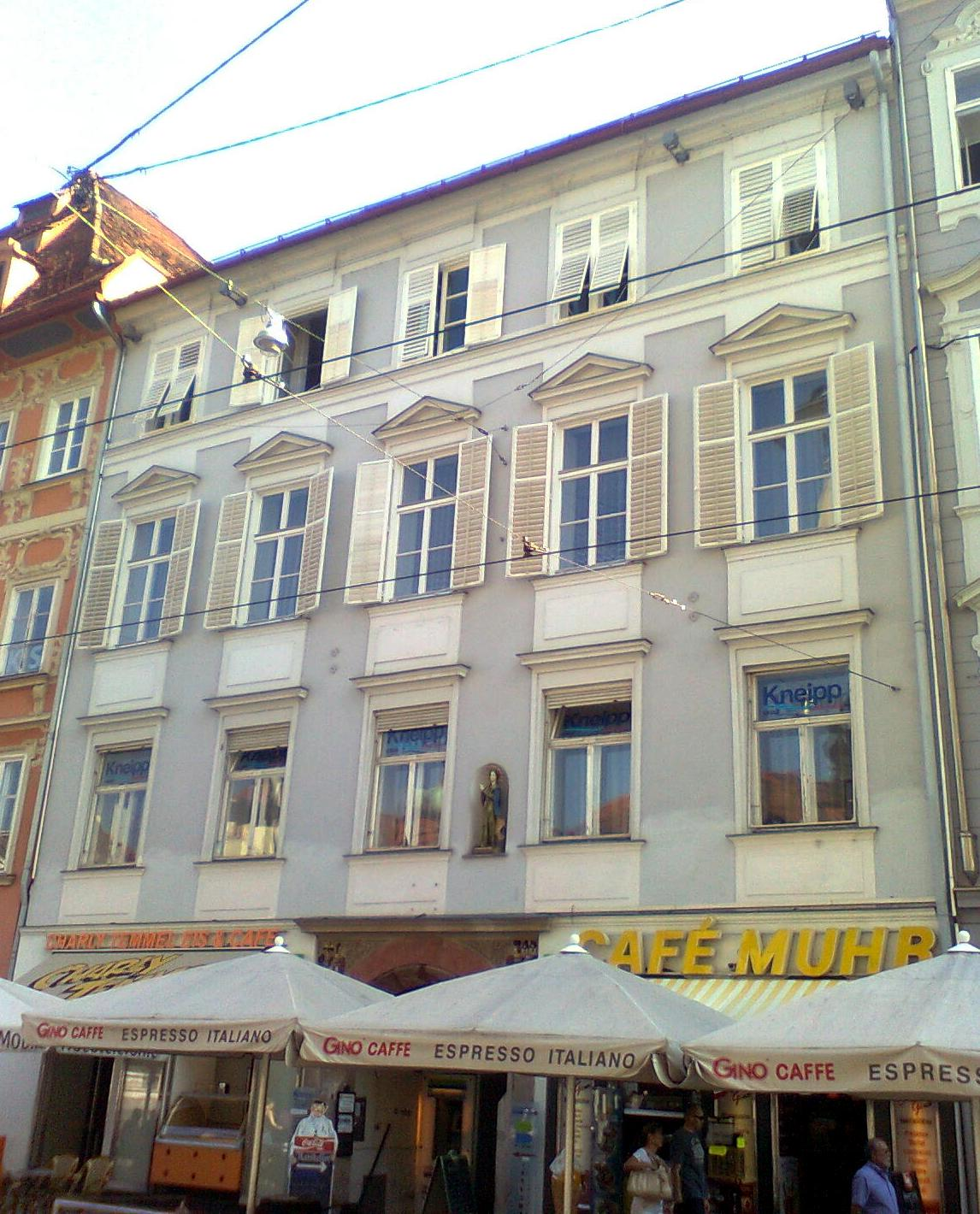
Palais Stürgkh

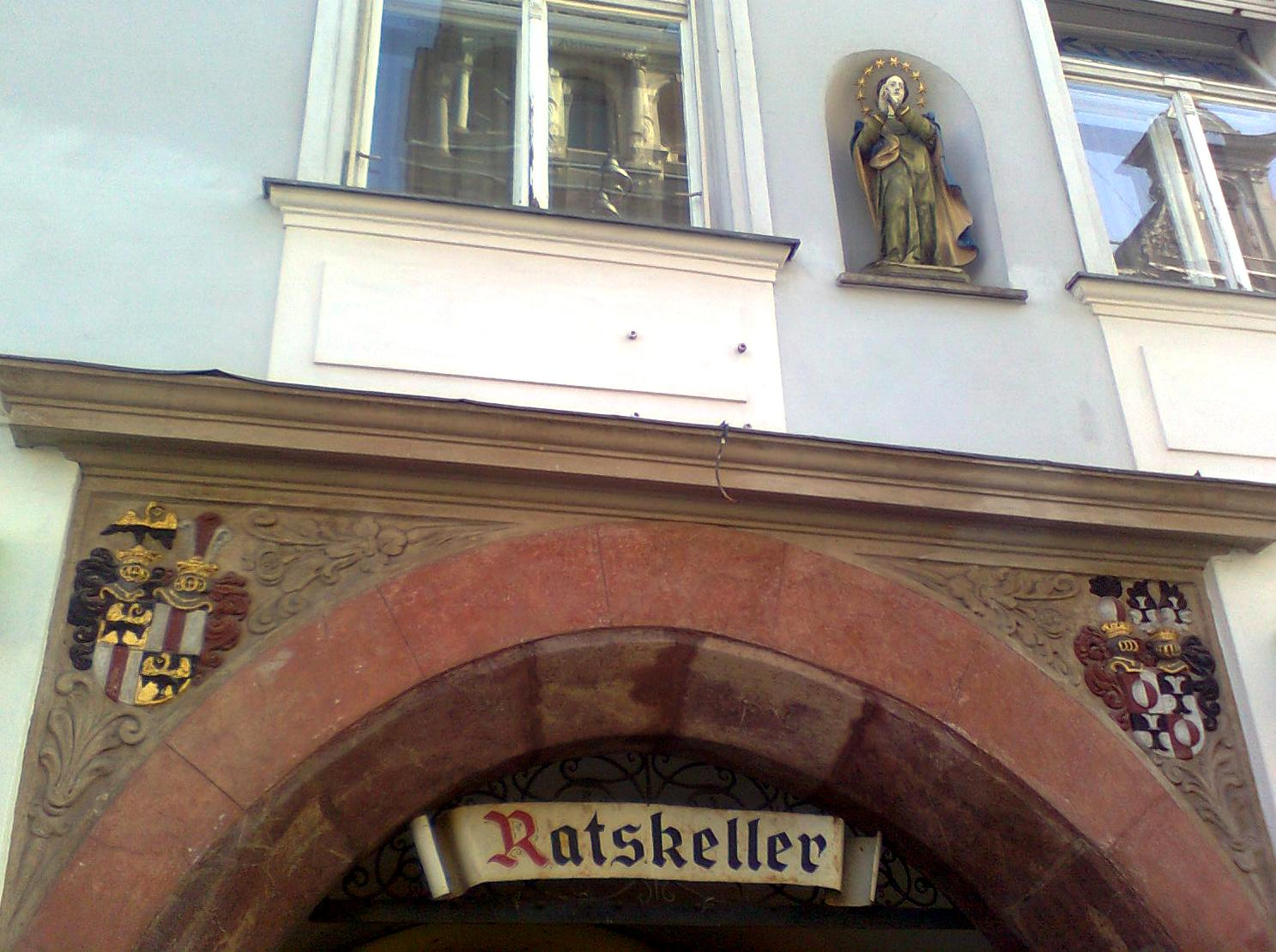
Portal mit Wappen und Madonnen-Figur

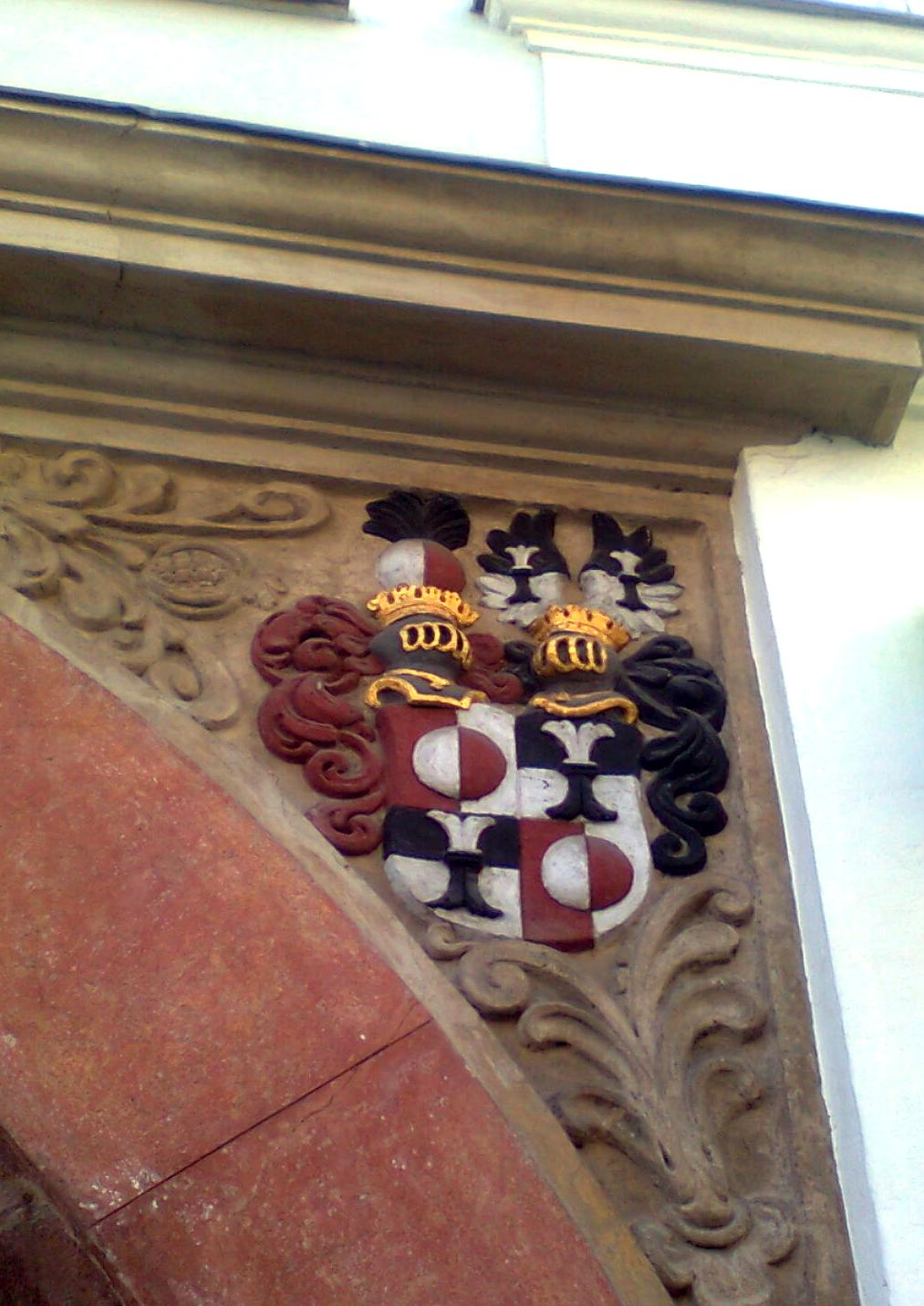
Rechtes Wappen am Portal

Das Palais Stürgkh ist ein ehemaliges Grazer Stadtpalais am Hauptplatz im Bezirk Innere Stadt.

## Geschichte
Das Haus kam 1521 durch eine Erbschaft in den Besitz des Grazer Händlers Georg Stürgkh, der 1532, nach dem Erwerb der Burg Plankenwarth, in den Adelsstand erhoben wurde. Im Jahr 1668 erhielt ein Nachkomme Georg Stürgkhs, der Reichsverweser Hans Christoph von Stürgkh, die Freiherrenwürde. Das Palais wurde nach 1718 in den Familienfideikommiss miteinbezogen.
Ab 1756 wurde der Architekt Joseph Stengg mit den Reparaturarbeiten beauftragt und 1798 tauschte Graf Karl von Stürgkh das Palais gegen einen Aufpreis von 12.000 Gulden gegen ein Gebäude des Grafen Sigmund Auersperg ein. Der neue Besitzer ließ das Palais um 1800 bei einem Umbau aufstocken und mit einer neuen Fassade versehen. Ab 1810 befand sich das Palais Stürgkh im bürgerlichen Besitz und 1855 wurde es vom Geschäftsmann Simon Werner erworben, der es baulich mit den Nachbarhäusern verbinden ließ. Seit Mitte der 1920er Jahre waren verschiedene Kreditinstitute Eigentümer des Stadtpalais. Im Innenhof befand sich lange das Gasthaus „Ratskeller“.
Im zweiten Stock des Hauses sowie im verbundenen Haus Hauptplatz 16 hat die Urania Steiermark, eine Einrichtung der Erwachsenenbildung, seit 2022 ihren Sitz mit 12 Kursräumen.

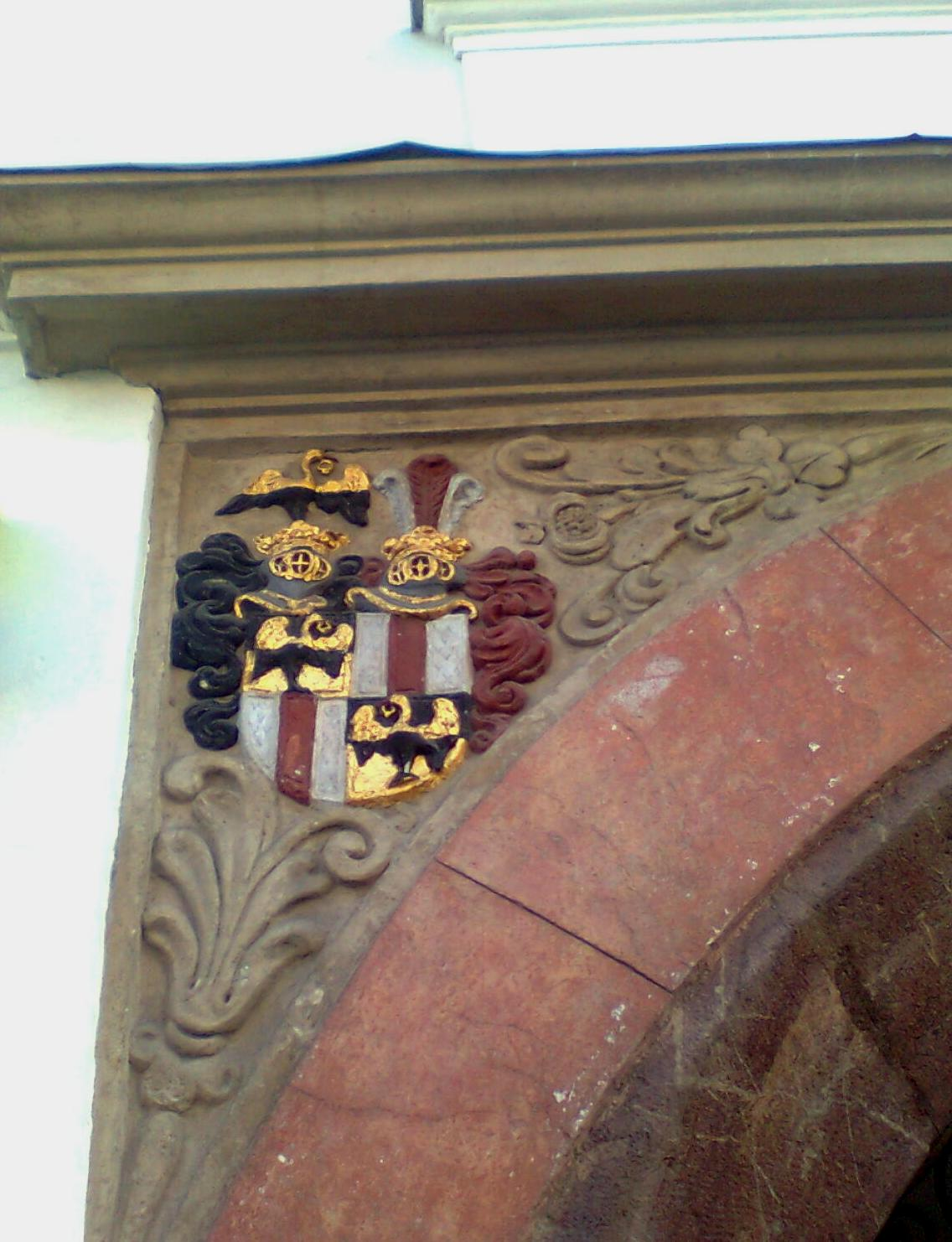
Linkes Wappen am Portal

## Architektur und Gestaltung
Der viergeschoßige Baukörper mit einer Fassade im Plattenstil weist unterschiedliche Baustile vom Mittelalter bis ins 20. Jahrhundert auf. Ursprünglich besaß das Palais eine Fassade im Renaissance-Stil, die aber klassizistisch verändert wurde. Der dritte Stock wurde nicht zur Erbauungszeit, sondern erst später aufgesetzt. Rechts oberhalb des Portals ist eine Rundbogennische in die Wand eingelassen, in der sich eine färbig gefasste Madonna aus Sandstein (Ende 18. Jahrhundert) befindet.
Das Korbbogen-Steinportal mit eisenbeschlagenen Torflügeln und schmiedeeisernen Oberlichtgitter stammen aus dem ersten Viertel des 16. Jahrhunderts. Es wird von Blüten- und Wappenreliefs umrahmt. Diese Umrahmung wurde erst um 1638, nach der Erhebung der Familie Stürgkh in den Freiherrenstand, angebracht. Die überputzten Wappen wurden erst 1937 wiederentdeckt und heraldisch falsch ergänzt. Sie stammen vom Freiherrn Hans Christoph von Stürgkh und seiner Ehefrau, der Freiin Sidonie von Khuenburg.
Über einen langen Durchgang mit Tonnen- und Platzlgewölben ist der Innenhof erreichbar. Ein offenes Stiegenhaus mit einem klassizistischen Geländer aus Schmiedeeisen führt in die oberen Stockwerke. Im ersten Obergeschoß sind einige Räume mit einem Rocaille-Deckenstuck (um 1760) versehen, der nach der Art des Stuckateurs Heinrich Formentini geschaffen wurde. Die Bausubstanz um den zweiten Hof des Palais Stürgkh, in dem sich der „Ratskeller“ befand, wurde im 15. Jahrhundert errichtet und zählt damit zum ältesten Teil des Hauses. Ein weiteres Stiegenhaus wurde erst 1800 nachträglich eingebaut.